# Antonio Fargas
Antonio Juan Fargas (Nova Iorque, 14 de agosto de 1946) é um ator estadunidense, Conhecido Por Interpretar Doc em Everybody Hates Chris.

## Carreira
Se tornou famoso por sua participação em filmes de blaxploitation durante a década de 1970. Na mesma década, viveu Huggy Bear no seriado Starsky & Hutch. No sitcom Everybody Hates Chris ("Todo Mundo Odeia o Chris" em português) foi o Doc e o Formigão que aparece no episódio "Todo Mundo Odeia Halloween" da primeira temporada.
Também é o dançarino Lamon que o Will Smith chama para ensinar o Tio Phill a dançar no episódio o "Trem do Soul" de Um Maluco no Pedaço.

## Filmografia
- 1969 - Putney Swope
- 1971 - Shaft
- 1972 - Across 110th Street
- 1973 - Cleopatra Jones
- 1974 - Foxy Brown
- 1974 - Conrack
- 1976 - Next Stop, Greenwich Village
- 1978 - Pretty Baby
- 1984 - Firestarter
- 1988 - I'm Gonna Git You Sucka
- 1991 - The Borrower
- 1993 - Percy and Thunder
- 1999 - The Suburbans
- 2000 - 3 Strikes
- 2001 - Osmose Jones
- 2008 - Bad Guys
- 2009 - Lie to me - episode 5
- 2013 - Silver Bells
- 2018 - Raio Negro